# Hospicjum Palium
Hospicjum Palium – największy w Poznaniu ośrodek opieki paliatywnej, w skład którego wchodzą oddziały szpitalne, pracownie i poradnie.

## Historia
- 1987 – powołanie przy Klinice Onkologii Poradni Walki z Bólem z zespołem wyjazdowym
- Powołanie pierwszego w Polsce Zespołu Opieki Paliatywnej w ramach Szpitala Klinicznego nr 1 im. Pawłowa (obecnie Przemienienia Pańskiego) w skład którego wchodziła Poradnia Walki z Bólem i Zespół Opieki Domowej
- 1990 – w Szpitalu Klinicznym nr 1 (przy ul. Łąkowej) utworzony zostaje Oddział Opieki Paliatywnej (7 łóżek)
- 1991 – powołanie Kliniki Opieki Paliatywnej, Anestezjologii i Intensywnej Terapii Onkologicznej
- 1994 – przekazanie Akademii Medycznej terenu i budynku (stan surowy) na os. Rusa 25a
- 1996 – rozpoczęcie prac wykończeniowych przy budynku na os. Rusa (według proj. Zbigniewa Pydy)
- 1997 – otwarcie Ośrodka Opieki Dziennej na os. Rusa
- 2001 – ukończenie budowy; otwarcie Stacjonarnego Oddziału Hospicyjnego (przeniesienie oddziału z ul. Łąkowej)
- 2002 – otwarcie Poradni Leczenia Bólu
- 2012-2014 – rozbudowa Hospicjum (dodatkowe sale z 13 łóżkami) finansowana dzięki budżetowi obywatelskiemu w kwocie 1,5 mln zł[a][2][1], Ministerstwu Zdrowia - 2,7 mln zł i Towarzystwu Opieki Paliatywnej - 1 mln zł[3]
- 2020 – otrzymanie przez zespół pracowników i wolontariuszy Wielkopolskiej Nagrody im. Ryszarda Kapuścińskiego[4]

## Oddziały i poradnie

### Oddziały
- Oddział Medycyny Paliatywnej
- Hospicjum Domowe
- Oddział Opieki Dziennej

### Poradnie i pracownie specjalistyczne
- Poradnia Medycyny Paliatywnej
- Poradnia leczenia bólu przewlekłego
- Poradnia leczenia obrzęku limfatycznego
- Poradnia leczenia ran przewlekłych
- Pracownia fizjoterapii